# 東富爾頓鎮區 (密蘇里州卡勒韋縣)
東富爾頓鎮區（英語：East Fulton Township）是位於美國密蘇里州卡勒韋縣的一個行政鎮區。

## 地方資料
東富爾頓鎮區的面積為173.64平方千米，當中陸地面積為173.13平方千米，而水域面積為0.51平方千米。根據2020年美國人口普查的數據，當地共有人口9661人，而人口密度為每平方千米55.64人。